# 疣唇蛇
疣唇蛇屬（學名：Rhinocheilus）是蛇亞目游蛇科下的一個無毒單型蛇屬，屬下只有疣唇蛇（Rhinocheilus lecontei）一種蛇類，其下目前有4個亞種已被確認。

## 特徵
疣唇蛇擁有明顯上翹的鼻端，鼻吻較長，因此得名。牠們身體上有三種主要顏色，就像珊瑚蛇一般，以黑色、紅色及黃色的橫紋帶構組全身的斑紋，與此同時身上亦有許多淺色的小斑點。

## 行為
疣唇蛇性情內向，屬於夜行性蛇類，並常居於地洞中。主要捕食蜥蜴、兩棲動物與及其他較細小的蛇類，間中也會捕食鼠類。疣唇蛇是卵生蛇類，每次能生產約4至9枚蛇卵，產卵期為每年初夏。蛇卵孵化期約有數月。疣唇蛇並不擅長咬擊，當牠們遇上危機時，會從泄殖腔位置釋出一種難聞的氣味，以將敵人迫退。

## 棲息及分布
疣唇蛇多棲息於乾燥的岩石帶或草原，主要分布於墨西哥聖路易斯波托西州至奇瓦瓦州一帶，與及美國西南部的加州、猶他州、內華達州、愛達荷州、阿利桑那州、新墨西哥州、科羅拉多州、肯薩斯州及德克薩斯州等州份。

## 亞種
- 墨西哥疣唇蛇（Rhinocheilus lecontei antonii）
- Rhinocheilus lecontei etheridgei
- 西部疣唇蛇（Rhinocheilus lecontei lecontei）
- 德州疣唇蛇

## 飼育
疣唇蛇並不屬於常見的寵物蛇。因為牠們常不願意接受專門用作餵飼蛇類的食用鼠類，而食用鼠類是養蛇者最容易獲得的蛇類食糧之一，故此疣唇蛇的擇食習慣，為飼養者帶來不便。

## 備註
- （英文）TIGR爬蟲類資料庫：疣唇蛇
- （英文）USGS: Rhinocheilus lecontei （页面存档备份，存于）
- （英文）IUCN紅色名錄：疣唇蛇

## 外部連結
- （英文）WhoZoo: Long-nosed Snake （页面存档备份，存于）
- （英文）}NatureServe Explorer: w/ 2 RangeMaps: Rhinocheilus lecontei. （页面存档备份，存于）